# Rocinela japonica
Rocinela japonica är en kräftdjursart som beskrevs av Richardson1898. Rocinela japonica ingår i släktet Rocinela och familjen Aegidae. Inga underarter finns listade i Catalogue of Life.